# Václav Opatrný
Václav Opatrný (21. září 1882 Pardubice – 1964 Pardubice) byl lidovecký politik a v letech 1934–1939 ředitel reálného gymnázia v Pardubicích.

## Život
V roce 1938 kandidoval za Československou strana lidovou v komunálních volbách na prvním místě kandidátky a strana získala tři mandáty.